# Cinisi
Cinisi er en italiensk by (og kommune) i regionen Sicilien i Italien, med omkring 11.936(2023) indbyggere.  